# Majskij (Oblast' di Belgorod)
Majskij (in russo Майский?) è un villaggio della Russia europea sudoccidentale, situata nella oblast' di Belgorod, in Russia; è il centro amministrativo del rajon Belgorodskij e dell'insediamento rurale Majskoe (Майское сельское поселение). Si trova pochi chilometri a sud-ovest di Belgorod.